# Marisma de Hinojos
Marisma de Hinojos är en sumpmark i Spanien.   Den ligger i provinsen Provincia de Huelva och regionen Andalusien, i den sydvästra delen av landet, 400 km sydväst om huvudstaden Madrid.